# 响水水库
响水水库是中国吉林省吉林市舒兰市境内的一座水库，位于卡岔河上，建于1974年。水库正常库容为1230万立方米，集雨面积为76平方千米，海拔为256.25米。